# Pechea S. Alexandrescu
Petru (Pechea) S. Alexandrescu (1849 - 19 mart. 1924, Iași) a fost un actor și regizor român. A jucat pe scena Teatrului Național din Iași devenind repede unul dintre cei mai populari actori din Moldova.

## Biografie
Angajat inițial în ianuarie 1862 de trupa de teatru condusă de actrioța și cîntăreața Maria Vasilescu în turneul ce-l făcea în orașul Roman. Apoi cu contract la Teatrul Național de sub direcția lui N. Luchian și apoi a lui Theodor Aslan (1873—1874), când s-a remarcat în piesa „Corabia Salamadra". 
Partener al lui Matei Millo. A mai executat și comedii într-un act și canțonete pe scena din grădina cafenelei „Chateau aux fleurs" și în „Grădina Primăriei" din strada Lăpușneanu din Iași, unde Pechea S. Alexandrescu înființează un teatru în care joacă printre altele și noua piesă „Comisarii și telegrafiștii destituiți".
În stagiunea 1885-1886 Alexandrescu a jucat pe scena grădinii „Tivoli" piesa „Un regiment fără fete", operetă bufă în 2 acte prelucrată de însuși Pechea S. Alexandrescu și „Pungulița", cuplet de Adrian. În stagiunea 1886-1887 a jucat și pe scena grădinii „Dacia" din București, apoi pe scena Teatrului din Focșani iar în 1906 conduce, alături de A.L. Bobescu, un ansamblu ce joacă în Bucovina piese precum „Baba Hârca", „Pricola", „Vagabonzii" și cele două operete atît de populare în acea vreme „Orfanul din Dorna" de Ciprian Porumbescu, după „Flautul fermecat" de Mozart, și „Păunașul codrilor", după Ion Heliade-Rădulescu.
Pechea Alexandrescu a fost numit societar al Teatrului Național Iași la 1886, formînd o trupă de comedie și operetă spre a merge la Chișinău și a juca acolo, în limba română, o serie de piese din repertoriul național românesc, mai ales operele naționale ale lui Vasile Alecsandri și Matei Millo. Spectacolele se vor relua la Chișinău, tot cu trupa lui Pechea Alexandrescu, în vara anului 1889.
Ultimul spectacol menționat în documente și semnat de Pechea S. Alexandrescu a avut loc vineri, 11 septembrie 1892, la grădina „Tivoli", cînd s-a dat o reprezentație extraordinară pentru zidirea unui lazaret contra epidemiei ce începea a bîntui orașul. Pentru această reprezentație s-a jucat piesa „Procurorul mincinos", comedie originală în 2 acte de Ștefan Velescu, „Unu ca șese sau farsa unui artist", comedie într-un act, în care Pechea S. Alexandrescu a jucat rolul artistului în șase caractere deosebite.  

## Roluri în operete și teatru
- „Fata mamei Angot" (rolul lul Larivodiere);
- „M-elle Nitouche" (Contele Gibus);
- „Crai nou" (Pupinel);
- „Principesa de Trabizunda" (Murzuc);
- „Piatra din casă" (Frantz);
- „Lipitorlle Satelor" (Orândarul Moisă);
- „Baba Hârca" (Chiosa);
- „Un director de teatru" (Directorul);
- „Omul care-și ucide femeia";
- „Comisarii și telegrafiștii destituiți" (Comisarul);
- „Unu ca șese sau farsa unui artist" (Artistul)
- „Răzvan și Vidra" (Răzășul).